# 자식을 잡아먹는 사투르누스
《자식을 잡아먹는 사투르누스》(스페인어: Saturno devorando a su hijo, 영어: Saturn Devouring His Son)는 스페인의 화가 프란시스코 고야의 그림이다. 이 그림은 전통적으로 그리스 신화에 나오는 티탄 신 크로노스를 묘사한 것으로 여겨지는데, 로마인들은 그를 사투르누스라고 불렀고, 가이아의 예언에 따라 자신의 자식 중 하나가 자신을 타도할 것을 두려워하여 자식 중 하나를 먹었다고 한다. 원래 이 작품은 고야가 1820년과 1823년 사이에 자신의 집(귀머거리의 집) 벽에 직접 그린 14개의 이른바 《검은 그림》 중 하나이다. 고야가 죽은 후 이 작품은 캔버스로 옮겨져 현재는 마드리드의 프라도 미술관에 소장되어 있다.

## 작품 배경

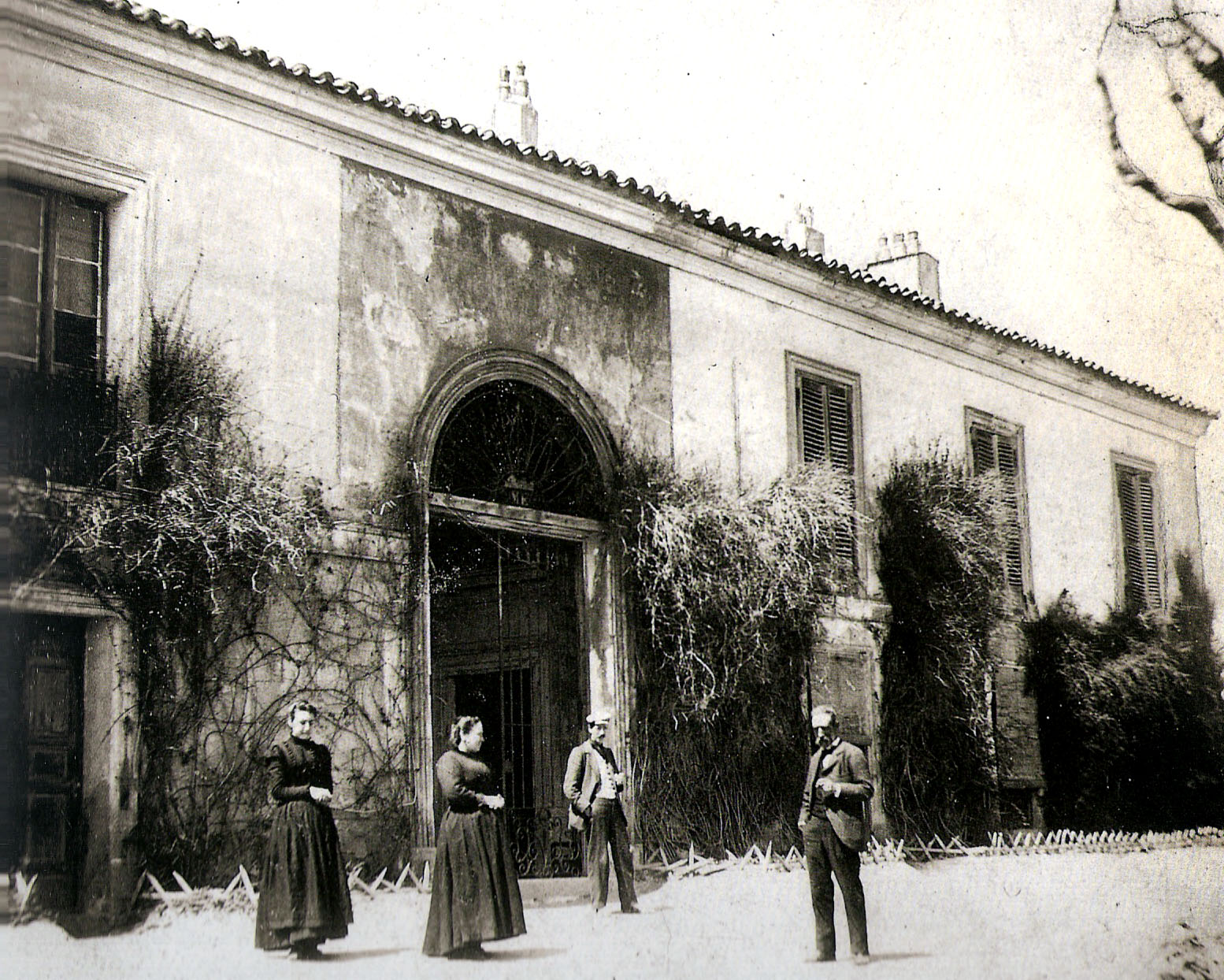
귀머거리의 집(Quinta del Sordo)

1819년, 고야는 마드리드 근처 만사나레스 강둑에 귀머거리의 집(스페인어: Quinta del Sordo)이라는 2층 짜리 집을 매입했다. 이 집은 이전에 살았던 집주인이 청각 장애인이라서 귀머거리의 집이라는 이름이 붙여졌는데, 1792년에 콜레라에 걸려 고열로 청력을 잃은 고야에게도 그 이름이 잘 어울렸다. 고야는 1819년에서 1823년 사이에 집을 떠나 보르도로 이사하면서 집 벽에 혼합 기법을 사용한 14점의 그림 시리즈를 제작했다.

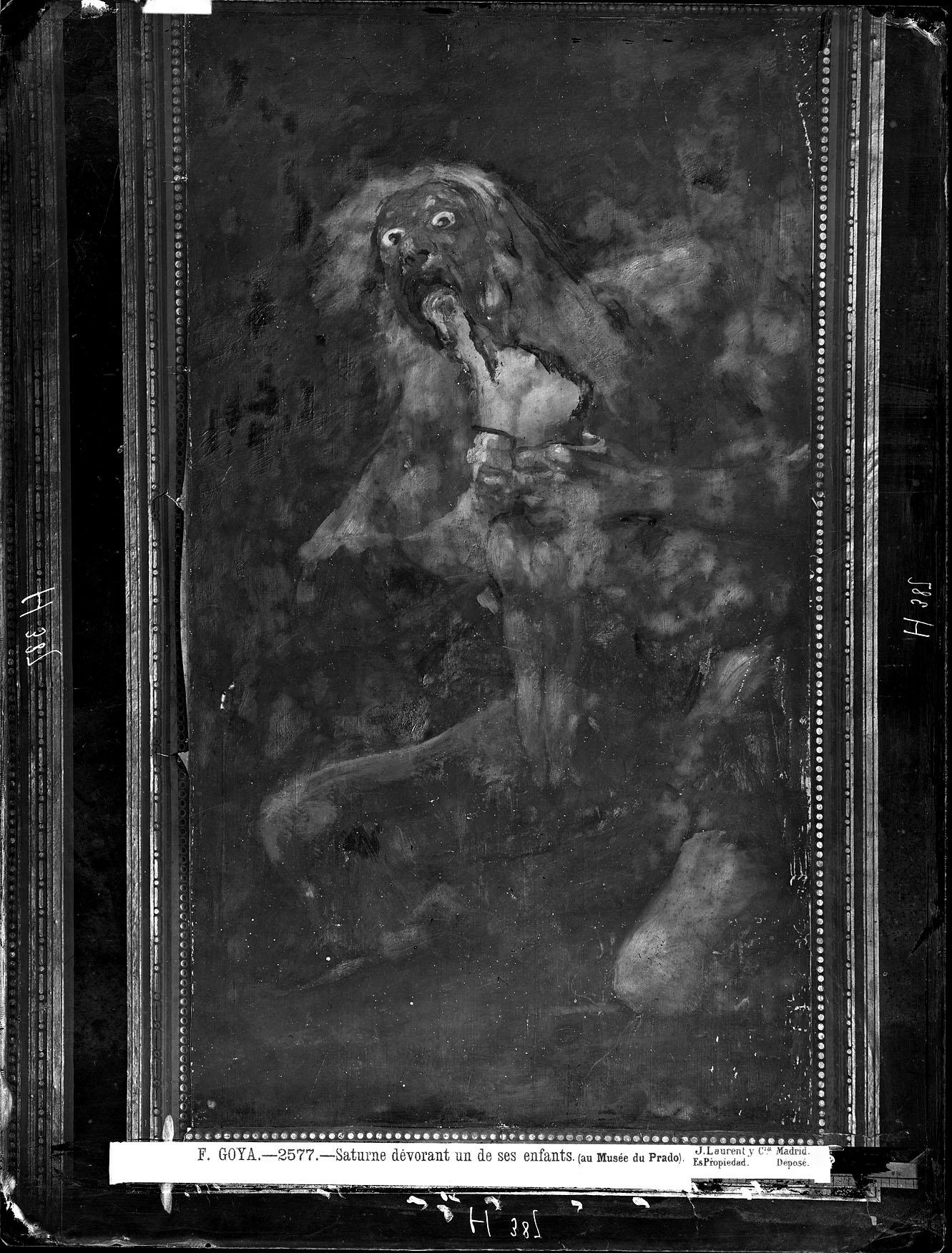
1874년 J. Laurent가 귀머거리의 집에서 촬영한 고야의 《자식을 잡아먹는 사투르누스》 검은 그림 벽화

고야는 처음엔 더욱 영감을 주는 그림으로 집의 각 방을 장식했지만, 시간이 지나면서 그는 오늘날 《검은 그림》으로 알려진 인상적인 그림으로 그 모든 방을 장식했다. 이 그림들은 개인적인 전시를 위해 의뢰 없이 제작되었으며, 스페인 종교재판으로 인해 촉발된 반도 전쟁의 참혹함을 목격한 생애 후반의 작가의 심경을 반영하고 있다는 이론이 제기되었다.
《자식을 잡아먹는 사투르누스》는 고야가 식당에서 그린 여섯 작품 중 하나이다. 주목할 만한 점은 고야가 귀머거리의 집에서 제작한 작품에 이름을 붙이지 않았다는 것이며 고야가 죽은 후 다른 사람들이 이름을 붙였다. 이 그림에 대한 이러한 해석은 이 그림이 로마 신화(원래의 그리스 신화 에서 영감을 받음)를 언급하는 것으로 본다. 로마 신화에서 테라(가이아)는 사투르누스(크로노스)가 아버지인 카일루스(우라노스)를 타도한 것처럼 그의 아들 중 한 명이 자신을 타도할 것이라고 예언했다. 이를 막기 위해 사투르누스는 자식들이 태어난 직후에 그들을 먹어치웠는데, 베스타(헤스티아), 케레스(데메테르), 주노(헤라), 플루토(하데스), 넵튠(포세이돈) 등의 신들을 먹어치웠다. 결국 그의 아내 옵스(레아)는 그의 여섯 번째 아이이자 셋째 아들인 주피터(제우스)를 크레타 섬에 숨겼고, 그 자리에 포대기에 싸인 돌을 내놓아 사투르누스를 속였다. 그림과는 달리 신화에서는 대개 사투르누스/크로노스가 자신의 아이들을 삼키고 나중에 돌을 삼킨 뒤 산 채로 토해내는 장면이 묘사되는 반면, 그림에서는 아이들을 격렬하게 찢어놓는 장면이 묘사되었다. 예언대로 주피터는 결국 아버지 사투르누스를 대신하게 되었다.

## 구성 및 해석
고야는 인간의 시체를 먹고 있는 큰 인물(사투르누스)을 묘사했다. 어둠 속에서 어렴풋이 등장한 듯한 인물은 두 눈은 부릅 뜨고 입을 크게 벌리며 시체의 왼팔을 물어뜯고 있다. 머리와 왼쪽 팔의 일부는 이미 잡아먹힌 것으로 보이며 오른쪽 팔은 몸 앞으로 접어서 엄지손가락으로 고정한 것일지도 모르지만, 아마도 이미 잡아먹힌 것으로 보인다. 작품 속 유일하게 밝은 부분은 시체의 흰 살과 붉은 피, 그리고 인물의 손가락 끝을 사체 뒤쪽에 집어넣을 때 보이는 하얀 손가락 관절이다.
이 그림의 의미에 대해서는 다양한 해석이 있다. 젊음과 노년의 갈등, 만물의 섭리로서의 시간, 신의 분노, 그리고 전쟁과 혁명으로 아이들을 잡아먹은 스페인의 상황에 대한 우화이기도 하다. 고야의 여섯 자녀 중 유일하게 성인이 될 때까지 살아남은 아들 하비에르와 고야의 가정부이자 정부였던 레오카디아 바이스(Leocadia Weiss)와의 관계에서 비롯된 해석도 있지만, 잡아먹히고 있는 시체의 성별은 확실하게 판단할 수 없다. 고야는 이 그림을 대중에 공개할 의도로 그린 것이 아니기 때문에 고야가 이 그림에 대해 어떠한 메모를 남겼다 하더라도, 그 메모는 남아 있지 않을 것이다.
이 그림은 페테르 파울 루벤스가 1636년에 그린 《사투르누스》와는 사뭇 다른 느낌을 준다. 루벤스의 《사투르누스》와는 달리 《자식을 잡아먹는 사투르누스》 속 중심 인물은 이성이 있다기 보단 광기에 찬 모습을 하고 있으며, 잡아먹히고 있는 인물은 극심한 고통을 겪고 있는 것이 아니라 이미 생명을 잃어 처참한 모습을 하고 있다. 고야 역시 생전에 루벤스의 《사투르누스》를 보았을 것이라 보고 있지만 그에 영감을 받았는지는 알려져 있지 않다.

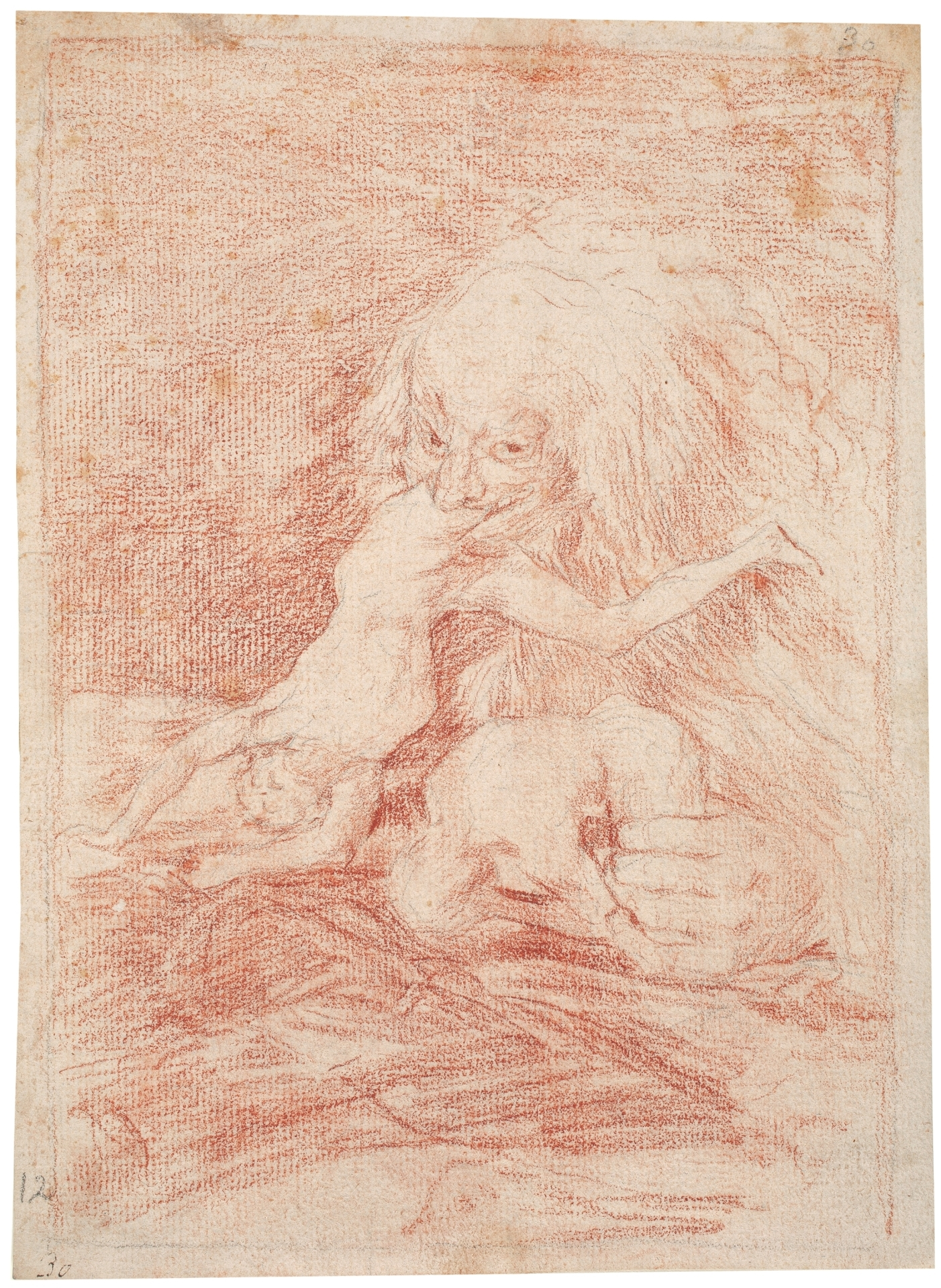
《자식을 잡아먹는 사투르누스》, 프란시스코 고야, 1797년경, 종이에 붉은 분필

고야는 1796~1797년에 분필로 《자식을 잡아먹는 사투르누스》와 유사한 그림을 그렸는데 이 그림에서는 한 사람의 다리를 깨물고 다른 사람을 잡아 먹는 모습이 보여지는데, 이후 작품에서 볼 수 있는 잔혹함이나 광기는 전혀 나타나지 않았다.
고야를 연구하는 프레드 리히트(Fred Licht)는 전통적인 명칭에 대해 "매우 오해의 소지가 있을 수 있다"고 말하며 의문을 제기했다. 그는 사투르누스와 관련된 전통적인 도상학적 특징(낫이나 모래시계 등)이 그림에 나타나 있지 않으며, 잡아먹히는 인물의 몸은 유아의 몸으로 보이지 않고, 해부학적으로도 인간과도 전혀 닮지 않았다고 지적했다. 그는 다른 검은 그림들과 마찬가지로 "그 제목은 받아들일 수 없다"고 말했다. 리히트는 이 그림이 유대인들이 어린이들을 잡아먹는다는 반유대주의적인 예술적 묘사를 뒤집은 것이며, 이는 유대인에 대한 부당한 비방(블러드 라이벌)이라고 대신 설명했다. 이처럼, 자식을 잡아먹고 있는 인물은 유대인들이 그들에 대한 실제적인 폭력에서 나타나는 두려움을 나타내며, 그는 이것을 증명한다는 것이 불가능하다는 것을 인정하면서도 사투르누스를 도상학적으로 해석한 것처럼 고야의 작품 속 다양한 의도를 보여준다. 또한 그는 검은 그림에 이름을 붙이는 행위 자체가 그림에 합리성을 부여하려는 시도이며, 이는 검은 그림의 주요 주제인 혼돈과 허무함을 숙고하도록 강요한다고 주장한다.
잡아먹히는 인물이 남성인지에 대해서는 의문이 제기되어 왔다. 미술사학자 John J. Ciofalo는 "잡아먹히고 있는 인물은 성인으로 보이며 곡선미가 있는 엉덩이와 다리를 보면 여성인 것 같다"고 주장했다. 더욱이 다른 버전에서는 잡아먹히는 인물이 살아 있어 몸부림치거나 적어도 머리가 있어 성별이나 상태를 식별할 수 있다. 그러나 《자식을 잡아먹는 사투르누스》 속 잡아먹히는 인물은 이미 머리도 없이 죽어있기 때문에 사투르누스의 손아귀에서 몸부림치지 않고 있다. Ciofalo는 다음과 같이 결론지었다. "이미지의 압도적인 느낌은 폭력적이고 끝없는 욕망이며, 완곡하게 표현하자면 그의 다리 사이에 있는 격노하고 엄청나게 팽창한 남근으로 강조된다... 극심한 남성의 분노가 그토록 생생하게 포착된 적은 거의 없다."

## 행방
고야가 1823년 프랑스로 자발적으로 망명했을 때, 그는 자신의 귀머거리의 집(스페인어: Quinta del Sordo)을 그의 손자 마리아노(Mariano)에게 물려주었다. 그 후 집의 소유권이 여러 차례 바뀐 후, 1874년에 프랑스의 Émile d'Erlanger 남작의 소유가 되었다. 귀머거리의 집 벽에 걸린 벽화는 70년 동안 심하게 훼손되었고 이를 보존하기 위해 집의 새 주인은 프라도 미술관의 수석 미술 복원가인 Salvador Martínez Cubells의 감독 하에 이를 캔버스로 옮겼다. 이후 d'Erlanger 남작은 1878년 파리 만국박람회에서 이 작품을 선보인 후, 스페인 정부에 기부했다. 오랜 시간이 지나 노후화된 벽화는 캔버스에 무너진 석고를 부착하는 섬세한 작업으로 인해 불가피하게 손상되어 복원 작업이 필요했으며 일부 디테일한 부분이 손실된 것으로 알려져 있다. 특히, 원래 벽화는 발기한 남근을 가진 사투르누스을 묘사했으며, 이 세부 사항은 Cubells의 고객인 Frédéric Émile d'Erlanger 남작의 요청에 따라 제거된 것으로 알려져 있다.